# Sintier
 Der er for få eller ingen kildehenvisninger i denne artikel, hvilket er et problem. Du kan hjælpe ved at angive troværdige kilder til de påstande, som fremføres i artiklen.

Sintier er et nomadisk folkeslag, der lever i Tyskland og andre europæiske lande. De kendes også under det mere kontroversielle eksonym sigøjnere, og forveksles dermed ofte med de østeuropæiske romaer, selv om de har en noget anderledes kultur og et andet sprog. Romaer og sintier kan føres tilbage til folkevandringer fra Indien i tiden omkring renæssancen.
Sintiernes historie er historien om omfattende forfølgelse. Naziregimet gennemførte under 2. verdenskrig de hidtil værste forfølgelser. Kun en lille del af sintierne i Europa overlevede Holocaust.
I dag lever op til 60.000 sintier i Tyskland med tysk statsborgerskab.